# 醒目盖蛛
醒目盖蛛（学名：Neriene emphana）为皿蛛科盖蛛属的动物。分布于古北区以及中国大陆的吉林、内蒙古、北京、河南、湖北、湖南、四川等地，多栖息于草丛和灌木丛。该物种的模式产地在欧洲。